# Dysaethesia aethiopica

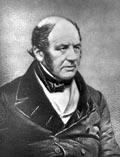
Samuel Cartwright, 1793-1863.

A l'àmbit de la psiquiatria, es denominava dysaethesia aethiopica a una suposada malaltia mental descrita pel metge estatunidenc Samuel A. Cartwright en 1851, que va proposar una teoria sobre la causa de la mandra entre els esclaus. En l'actualitat, la dysaethesia aethiopica es considera un exemple de pseudociència, i part del que es denomina racisme científic.

## Història
Només descrita en afroamericans, la dysaethesia aethiopica — "denominada 'rascalitat' por alguns observadors" — es caracteritzava per certa insensibilitat parcial de la pell i "un gran hebetudi de les facultats intel·lectuals, de forma tal que la persona sembla mig adormida." Altres simptomes incloïen "lesions al cos observables per un metge, les quals sempre es troben presents i són suficients per a explicar els símptomes." Cartwright mencionava que l'existència de la dysaethesia aethiopica quedaba "clarament establida pel testimoni directe i positiu," però altres doctors no l'havien detectat perquè "no havien prestat atenció als mals que afecten la raça negra."
Segons Cartwright, la dysaethesia aethiopica era "molt més comuna entre els negres lliures que vivien en grups, que entre els esclaus de les plantacions, i ataca només a aquells esclaus que viuen com negres lliures quant a la seva dieta, begudes, exercici, etc." — en efecte, segons Cartwright, "quasi tots els [negres lliures] que estan en major o menor mesura afectats per la malaltia, no posseeixen una persona blanca que els dirigeixi i que s'ocupi d'ells."
Cartwright consideraba que la dysaethesia aethiopica era "fàcilment curable, si es tracta d'acord amb principis psicològics seriosos." La insensibilitat de la pell era un dels símptomes de la malaltia, per la qual cosa s'havia d'estimular aquesta:
| « | la millor forma d'estimular la pell és, primer fer que el pacient es renti amb aigua tíbia i sabó; després untar-lo tot amb oli, i posteriorment fer penetrar l'oli a la pell amb cops amb una cinta de cuir. Finalment, posar el pacient a realitzar algun tipus de treball pesat al sol. | » |

L'autora Vanessa Jackson ha fet notar que les lesions eren un símptoma de la dysaethesia aethiopica i es pregunta si les xurriacades no eren la causa de las 'lesions' que confirmaven el diagnòstic."
Segons Cartwright, després de portar-se a terme el "tractament" prescrit l'esclau tendrà un "aspecte agraït cap a l'home blanc el poder compulsiu del qual li ha permès recuperar les seves sensacions i dissipar la boira que obnubilava el seu intel·lecte."